# The Matrix Online
The Matrix Online  (oficialmente abreviado como MxO) fue un videojuego de rol multijugador masivo en línea (MMORPG) inicialmente desarrollado por Monolith Productions y más tarde, unos cuantos meses después de su lanzamiento, por Sony Online Entertainment. Fue anunciado como una continuación oficial de la trama de la trilogía de películas Matrix, cuando las Hermanas Wachowski, las creadoras de la franquicia, dieron su bendición a la idea de que los videojugadores "heredaran la continuación de la trama". El juego empezó la etapa de pruebas cerrada en junio de 2004, que luego fue abierta para las personas que pre-ordenaron el juego en noviembre de 2004. Warner Bros. Y Sega lanzaron oficialmente MxO el 22 de marzo de 2005 en los Estados Unidos. Fue lanzado en Europa el 15 de abril de 2005. En junio de 2005 se anunció que Warner Bros. había vendido los derechos del juego a Sony Online Entertainment, y el desarrollo y la operación del juego fue retrasado hasta el 15 de agosto de 2005. Sony Online Entertainment terminó la operación del juego el 31 de julio de 2009.
Ubisoft canceló un acuerdo a co-publicar el juego, no mucho tiempo después de cancelar planes para otro MMORPG. Ubisoft Y Warner Bros. declararon que esto no tuvo un impacto negativo en su relación. En ese momento, dudas sobre el juego circularon dentro de la industria, basado en la floja recepción de las últimas dos películas de Matrix, y un sobreexplotado mercado de MMORPG.

## Modo de juego
En The Matrix Online, el jugador asume la función de un "píldora roja", un humano que estaba anteriormente atrapado dentro de la Matrix y desde entonces ha sido liberado y se le ha mostrado la verdad sobre el encarcelamiento de la humanidad. Cuando creas un personaje nuevo, al jugador se le da la elección de tomar una píldora azul que lo regresará a su vida anterior (terminar el juego) o una píldora roja, la cual liberará sus mentes de la Matrix y le dejará tomar el cuerpo de un humano físico y experimentar la realidad. Los personajes que están inconscientes del hecho de que están en la simulación, son a menudo llamados "píldoras azules" porque han tomado la píldora azul o no se les ha dado la elección todavía. Las personas que son conscientes de la simulación (los jugadores) son llamados "píldoras rojas" porque han tomado la píldora roja (o, en casos muy raros, cuando un personaje se ha dado cuenta de la Matrix por sí mismo). Después de elegir alguna de las dos píldoras, el jugador es entonces llevado a través de un tutorial básico de las mecánicas del juego, incluyendo la interacción de la misión y el sistema de combate. Después del tutorial, son libres de explorar Mega City (la gran metrópoli en la que la historia de Matrix se desarrolla).

### Combate
El combate en el juego está dividido en dos partes diferentes: Fuego libre e "Interlock". El modo de fuego libre permite que se den lugar grandes batallas con pistolas, mientras que el "Interlock" a menudo se divide en movimientos de artes marciales a tiempo bala, y disparos a corta distancia.
Hay tres clases principales en The Matric Online: Programador, Hacker, y Operativo. Los programadores crean un personaje especial llamado "simulacro" que lucha para ellos. Los hackers manipulan el código de la Matrix para afectar compañeros a distancia, dañándolos, debilitando sus capacidades de combate, o curándolos y aumentando sus poderes. Los operativos son los soldados comunes vistos en las películas: artistas marciales, pistoleros, y la nueva clase Espía, la cual combina combate sigiloso y lanzamiento de cuchillos. Los cartuchos de balas parece que nunca se terminan, y los cuchillos para lanzar también son ilimitados..
En modo de fuego libre, los operativos intercambian daño con los demás. Los pistoleros y hackers están bien equipados, con varios ataques y capacidades. Los artistas marciales tienen que estar cerca de sus objetivos para ser eficaces, y a pesar de que las de capacidades más peligrosas de un espía se inician fuera del modo "Interlock", también pueden hacer entrar a sus adversarios a ese modo. Cada ataque o habilitad son utilizados en intervalos de tiempo, basados en el sistema de daño por segundo (D.P.S. por sus siglas en inglés). Por ejemplo, el rifle más fuerte en la Matrix hace 15 puntos de daño por segundo, y tiene un índice de fuego de 3.5 segundos, el cual, en modo de fuego libre, causa que el rifle tenga un daño de base de 52.5, que es alterado por las estadísticas propias del jugador. Contrario a eso, la habilidad de ataque más fuerte de un Hacker, como "Logic Barrage 4.0" (Lluvia de Lógica) hace 63 D.P.S., pero con un temporizador pequeño, hace un daño de base de sólo 120-180.
En "Interlock", o Combate Cercano, dos jugadores intercambian daño en rondas. Cada ronda dura exactamente cuatro segundos. Para cada ronda, la puntería de los dos jugadores está enfrentada contra la defensa del otro, las cuales son ligeramente afectadas por una "ruleta de la suerte" aleatoria. Hay tres resultados diferentes a una ronda: golpe-golpe, golpe-fallo, o fallo-fallo. En "golpe-fallo", uno de los jugadores golpeará al otro mientras esquiva o bloquea su ataque. En "fallo-fallo", ambos jugadores se esquivan mutuamente sin hacerse daño. En "golpe-golpe", un jugador dañará al otro, y será dañado también con un contraataque. Cuando las habilidades especiales son utilizadas, de ninguna manera puede haber una ronda "golpe-golpe", sin embargo una ronda "fallo-fallo" sí puede aplicar.
Cuando recibes o causas daño, el tipo de daño de un jugador se enfrenta contra el tipo de resistencia del otro jugador (por ejemplo, el daño balístico de un pistolero contra la resistencia balística de un adversario). Resistencia alta contra daño bajo significa que el jugador que se defiende no sufrirá tanto daño.
Cuando atacas o te defiendes contra ataques, el tipo de puntería de un jugador está enfrentado contra la defensa del mismo tipo de ataque del otro jugador.
No hay combate por turnos The Matrix Online. Todos los combates son en "tiempo real", y las batallas de gran escala a menudo se deciden por el números de jugadores de cada lado. A reunir un gran número de jugadores para controlar el campo de batalla, se le llama cariñosamente  "zerging".
Actualmente, no hay ninguna manera de usar eficazmente la puntuación de combates de jugador contra jugador, a pesar de que hay contenido diseñado para jugador contra jugador recientemente añadido, como objetos que caen en el mundo del juego y que pueden ser recogidos, y poderes que se les otorgan a los jugadores..

### Clases
The Matrix Online tiene un sistema de clases único. Los jugadores pueden cargar capacidades que hayan adquirido o producido (con la clase Coder / programador, con la función conocida en el juego como coding / programación) en los Hardlines, si prueban que tienen bastante memoria y las capacidades que preceden a la que quieren cargar. Estas capacidades pueden ser cambiadas fuera del Hardline en cualquier momento. Esto permite un sistema de clases muy flexible, sin que los jugadores se queden enganchados en una sola clase.
Los tres arquetipos principales son Hacker, Coder (programador, y Operative (operativo). Son similares a las clases Mage (mago), Crafter (artesano), y Fighter (luchador) en otros MMORPGs. Estas clases también se dividen en ramas a subclases, como el Coder, por ejemplo, que se divide en Programmer (con objetos de batalla y fabricante de habilidades) y Code Shaper (crea "simulacros" para luchar con ellos, similar a un nigromante/invocador en otros MMORPGs). El juego actualmente tiene un total de 21 clases finales con dos tipos adicionales.

### Misiones y organizaciones
Después de un conjunto inicial de misiones introductorias, los jugadores pueden unirse a una de tres organizaciones que trabajan en la Matrix, cada cual con un conjunto diferente de objetivos, creencias y métodos: Zion, las Máquinas, y los Merovingio.
Para recibir misiones cada vez más importantes, los jugadores deben hacer misiones para su organización escogida, lo cual aumentará su posición en la organización escogida pero también la bajará en las otras dos.
Zion:
Zion es la última ciudad humana que queda sobre la Tierra, escondiéndose debajo de la Tierra y se preocupan principalmente por proteger a sus ciudadanos de las Máquinas, quiénes ven a los que han "despertado" como una amenaza para aquellos que todavía están conectados a la Matrix. Quienes eligen trabajar para Zion normalmente se enlistan en el Ejército Zion y ven esto como la mejor manera de proteger los ideales de libertad.
Máquinas:
La motivación principal para escoger al lado de las Máquinas es que esta organización está vista cómo la más enfocada hacia mantener el status quo de la Matrix, y proteger las vidas de aquellos que todavía están conectados a ella, por ejemplo, los "píldoras azules". Aun así,  hay quienes también sienten que la única manera de mejorar las relaciones entre hombre y máquina es trabajar con ellos tan estrechamente cómo sea posible, y que vean unirse a esta organización como la mejor manera de conseguirlo.
Merovingio:
Quienes trabajan para el Merovingio están en una posición única en la que no necesitan preocuparse con las hostilidades tradicionales entre Zion y las Máquinas, prefiriendo en cambio actuar sólo cuándo la situación sería ventajosa para ellos o para la organización en general. Aun así, esta organización también ha sido escogida por algunos jugadores cómo la única de las tres que lucha para proteger a los exiliados quiénes residen dentro de la Matrix.
Suborganizaciones:
Los jugadores no pueden hacer misiones para estas organizaciones a pesar de que en términos de la trama están ahora muy separadas de su organización original, incluso reciben sus propios eventos en vivo:
- EPN - E Pluribus Neo (con Zion cómo organización principal):

Los miembros de EPN están dedicados a lo que consideran "el legado de Neo". Esto mayoritariamente implica dar a todos los seres humanos la oportunidad de cuestionar la verdadera naturaleza de su "realidad", la Matrix, y que tengan la elección de la píldora roja o azul. Principalmente están contra las Máquinas, y los Cypheritas en particular,  hay más escuelas fundamentalistas de pensamiento dentro de esta organización que creen que la única solución a los problemas de la humanidad es liberar a toda población humana de la Matrix. Están dirigidos por El Niño con su viejo amigo, Shimada - quién también actúa como su controlador de misión.
- Cypheritas (con las Máquinas cómo su organización principal):

Normalmente vistos como el elemento más extremo de la organización de las Máquinas, los Cypheritas siguen los pasos de Cypher, queriendo ser re-insertados a la Matrix como píldoras azules, de modo que puedan estar inconscientes de la verdadera naturaleza de la Matrix como programa de ordenador. El nombre de su aerodeslizador, Blue Dreamer (soñador azul), refleja esta filosofía. Están actualmente dirigidos por Cryptos y su segundo en mando, el traidor de Zion, Veil.  Durante el tiempo que se reveló que Cryptos era un Programa de la Máquina que habitaba el cuerpo de un píldora roja, Veil asumió el control de la organización.
Hay que aclarar que en el Capítulo 11.3, los Cypheritas y los EPN fueron retirados como organizaciones jugables dentro del juego. Las facciones existentes que se les ha concedido su respectiva etiqueta "EPN/CYPH" en el nombre de su facción, continuarán con las mencionadas etiquetas, a no ser que ellos se separen de la organización o se reformen, pero ya no se le concederán nuevas etiquetas. Además, no habrá ningún Evento en vivo para estas organizaciones en el futuro.

## La continuación de la historia
Otro de los aspectos que definieron y diferenciaron The Matrix Online era la inclusión y énfasis en lo que se llamó "La continuación de la historia". Esto quiere decir que el juego él es la continuación oficial del universo, la historia y los personajes establecidos en la serie de obras de ficción Matrix que incluyen la trilogía de película, los cortometrajes de Animatrix, el videojuego Enter The Matrix y una serie de cómics escritos y producidos oficialmente.
Esta continuación estuvo escrita por el premiado escritor de cómics Paul Chadwick, y más tarde colaborando con el principal diseñador del juego, Ben "Rarebit" Chamberlain. También se ha confirmado que hubo verificación y aportes de las creadoras de "Matrix", las hermanas Wachowskis, hasta el fin del Capítulo 9.

### Progresión de la trama
La historia progresa en tiempo real, con un esquema planeado que incluye lo siguiente:
- Nueve misiones críticas nuevas (tres para cada una de las tres organizaciones principales del juego) cada seis semanas, liberadas semanalmente cómo parte de los parches regulares del juego.
- Una nueva cinemática dibujada a mano, cada seis semanas, para coincidir con el inicio de un nuevo subcapítulo.
- Eventos en vivo diarios.
- Reuniones organizacionales a gran escala (una cada mes).

#### Organización de capítulos
The Matrix Online utilizó un sistema de organización semejante al de las versiones de software para mantener la pista de su progresión cronológica. Cada misión "Crítica" y su desarrollo tienen su propia clasificación única dentro de este sistema.
Por ejemplo: Capítulo 1, subcapítulo 2, semana 3 sería representado cómo 1.2.3
Ha sido declarado por el desarrollador de MxO, Rarebit, que este sistema de numeración estuvo pensado puramente para control de la cronología y diseño de juego (para las diferentes recompensas asociadas con completar las misiones críticas pasadas en un sistema llamado "El Archivo de Misiones"). No se pretende que los capítulos y subcapítulos sean unidades autocontenidas. En vez de eso, cada una es igualmente relevante para el desarrollo general de la historia.

### Programa LESIG
El LESIG (por sus siglas en inglés: grupo de interés de los eventos especiales en vivo) era originalmente creado bajo la operación de Monolith, y se pretendió que funcionara nada más que cómo un grupo de retroalimentación, dando a los desarrolladores un entendimiento más claro de cómo los jugadores reaccionaban a los eventos en vivo a gran escala que el equipo producía.
Aun así, cuando The Matrix Online pasó a Sony Online Entertainment, el programa experimentó un cambio radical de dirección, cómo parte de cambios similares a otras fuentes de la trama, muy en particular, la escala y frecuencia de los eventos en vivo que siguen a la salida de un equipo dedicado a los eventos en vivo.
Al grupo se le dio la nueva tarea de jugar personajes de apoyo menores (conocidos como agentes de enlace de la organización) durante eventos en vivo futuros o incluso con personajes más permanentes para aumentar la interacción entre jugadores, esencialmente reemplazando al personal pagado del equipo, con jugadores voluntarios.

## Cierre
Sony Online Entertainment decidió descontinuar el servicio de The Matrix Online debido a números bajos de suscripción en junio de 2009. Sony Online Entertainment cerró el servicio a las 00:00 del 1 de agosto de 2009. El juego tenía menos de 500 jugadores activos antes del cierre.
Los días que precedieron al cierre, así como el fin de los servidores mismos, fueron registrados en el sitio web de videojuegos, Giant Bomb en una serie de vídeos titulada "No Así (Not Like This)", una referencia a una línea en la primera película de Matrix.
Después del cierre, el sitio web quedó operacional por un periodo limitado de tiempo. Los visitantes fueron recibidos con una invitación a leer cuidadosamente el libro de memorias oficial, el cual había sido publicado en parte cómo regalo a los seguidores. El libro incluyó un resumen de la trama y varios elementos nostálgicos. Hay un archivo del libro disponible para ver en línea,  y está también disponible para descarga vía BitTorrent.

## Recepción
El juego recibió calificaciones regulares, según el condensador de críticas Metacritic.